# 杜別茨湖
56°57′45″N 30°00′51″E / 56.96250°N 30.01417°E
杜別茨湖（俄语：Дубец），是俄羅斯的湖泊，位於該國西北部，由普斯科夫州負責管轄，處於別扎尼齊區，面積10.3平方公里，集水區面積115.1平方公里，平均水深0.4米，最大水深2.4米。